# 安武站
安武站（日语：／ Yasutake eki */?）是位於福岡縣久留米市安武町安武本3327番地，西日本鐵道（西鐵）的天神大牟田線車站。車站編號為T31。

## 歷史
- 1912年（大正元年）12月30日：大川鐵道（日语：西鉄大川線）車站啟用。
- 1937年（昭和12年）
  - 6月22日 - 大川鐵道被九州鐵道 (第2代)收購合併，成為九州鐵道單獨車站。
  - 10月1日 - 此站至大善寺之間改軌距至1435毫米，同時電氣化。路線編入至大牟田線內。此站至上久留米之間改名為上久留米線（日语：西鉄大川線）。
- 1942年（昭和17年）9月19日 - 九州鐵道等公司合併至九州電氣軌道（日语：九州電気軌道），成為九州電氣軌道車站（在3日後的9月22日，公司改名為西日本鐵道）。
- 1966年（昭和41年）：翻新車站大樓。
- 2008年（平成20年）5月18日 - 此站開始可以使用IC卡nimoca。
- 2017年（平成29年）2月1日 - 此站引入車站編號[1]。

## 車站構造
車站是一座地面車站，設有1面2線的島式月台。此站是業務委託車站。
另外，在路軌配置上，此站是一線通過結構，特急等通過列車會使用上行月台（1號月台）通過此站。由於此站位於單線鐵路區間中，下行普通電車經常等待上行特急列車通過。
上下行月台各只可客納6卡車廂。對於日間的普通電車沒有影響，但是繁忙時間，會設有7卡車廂到達此站，靠近福岡一方的車頭一卡車廂不會開啟車門。
車站靠近西鐵福岡（天神）一方設有維護車輛專用引込線。

### 月台
| 月台 | 路線          | 上下行 | 方向                     | 備註 |
| ---- | ------------- | ------ | ------------------------ | ---- |
| 1    | ■天神大牟田線 | 下行   | 柳川、大牟田方向         |      |
| 2    | ■天神大牟田線 | 上行   | 久留米、福岡（天神）方向 |      |

## 使用狀況
在2019年度，1日平均上下車人次為955人。
以下為各年度1日平均使用人次列表：
| 年度   | 1日平均 乘車人次 | 1日平均 上下車人次 |
| ------ | ---------------- | ------------------ |
| 2007年 | 616              | 1,208              |
| 2008年 | 590              | 1,169              |
| 2009年 | 567              | 1,119              |
| 2010年 | 548              | 1,075              |
| 2011年 | 536              | 1,058              |
| 2012年 |                  | 1,020              |
| 2013年 |                  | 1,019              |
| 2014年 | 501              | 1,010              |
| 2015年 | 495              | 995                |
| 2016年 | 490              | 973                |
| 2017年 | 474              | 958                |
| 2018年 | 485              | 967                |
| 2019年 |                  | 955                |

## 車站周邊
- 日本元素工業 久留米工場
- 久留米消防署（日语：久留米広域市町村圏事務組合） 西出張所
- 北部九州土地改良調査 管理事務所
- 計量檢定所分所

## 相鄰車站
西日本鐵道
■天神大牟田線
■特急、■急行
通過
■普通
津福（T30）－安武（T31）－大善寺（T32）

## 注腳
1. ↑   (PDF). 西日本鐵道. 2017-01-24  [2017年3月20日]. （原始内容存档 (PDF)于2020-07-28） （日语）.
2. ↑  . 西日本鉄道株式会社.   [2021-01-14]. （原始内容存档于2021-01-29） （日语）.
3. ↑  久留米市統計書（運輸・通信）西鉄各駅乗降人員数 （页面存档备份，存于）（日語） 2021年3月4日參閲

## 外部連結
- 安武站（西鐵沿線web） （页面存档备份，存于）（日語）